# ويليام بانكس
ويليام بانكس (25 أبريل 1822 - 17 يناير 1901) (بالإنجليزية: William Banks)‏ هو لاعب كريكت بريطاني.

## وصلات خارجية
- ويليام بانكس على موقع إي آس بي آن كريك إنفو (الإنجليزية)